# Ahuizotl

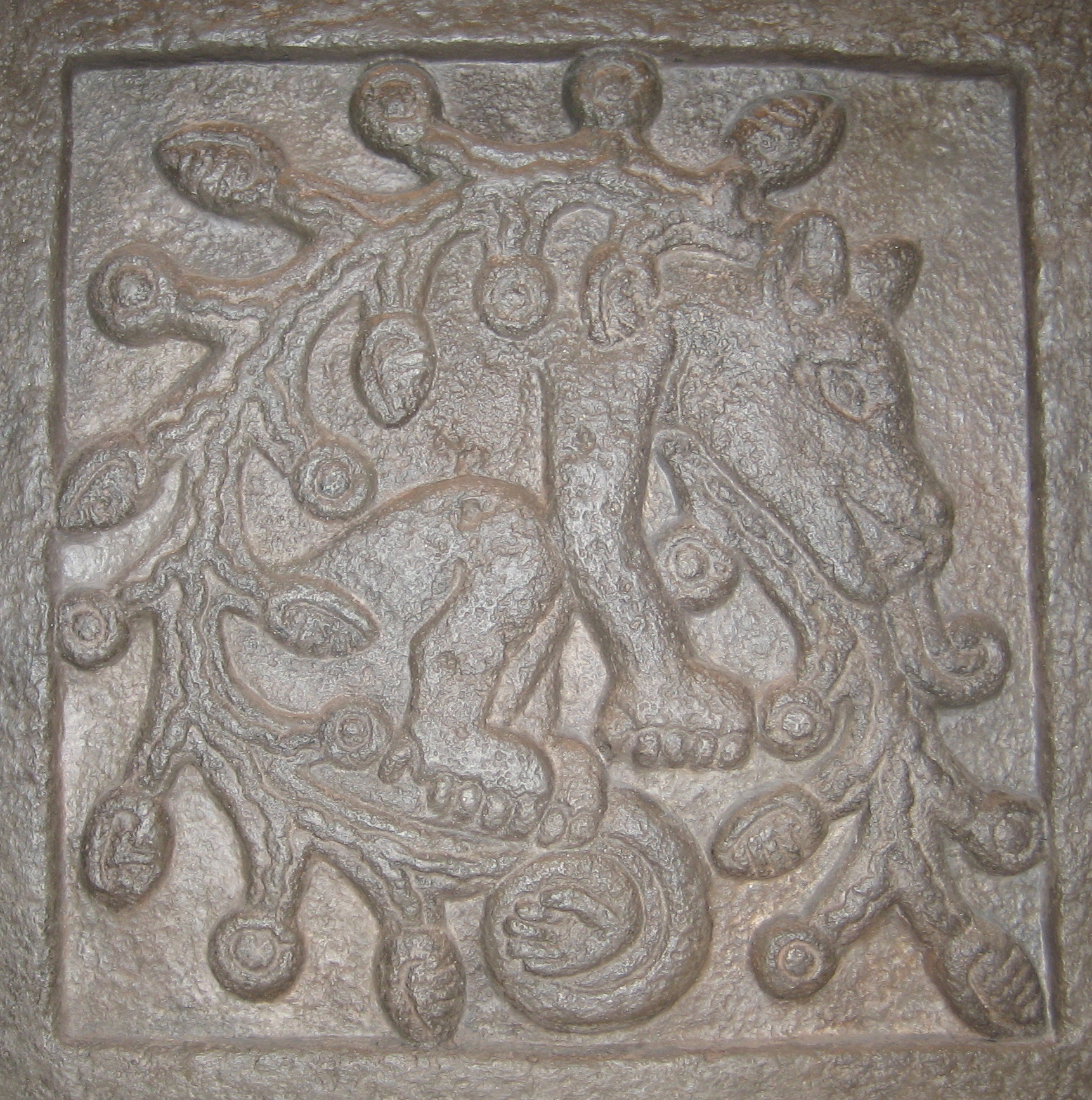
Bild föreställande Ahuizotl.

Ahuizotl är ett aztekiskt fabelväsen. Detta väsen är delvis hund, apa, etc. som drar ner människor i djupa vattenhål. Detta väsen sägs i Codex Florentino ha varit med vid världens skapelse.
Idag finns detta väsen i viss populärkultur, exempelvis Dungeons & Dragons (rollspel), Culdcept Saga (spel), Pokémon mm.